# William McGonagall

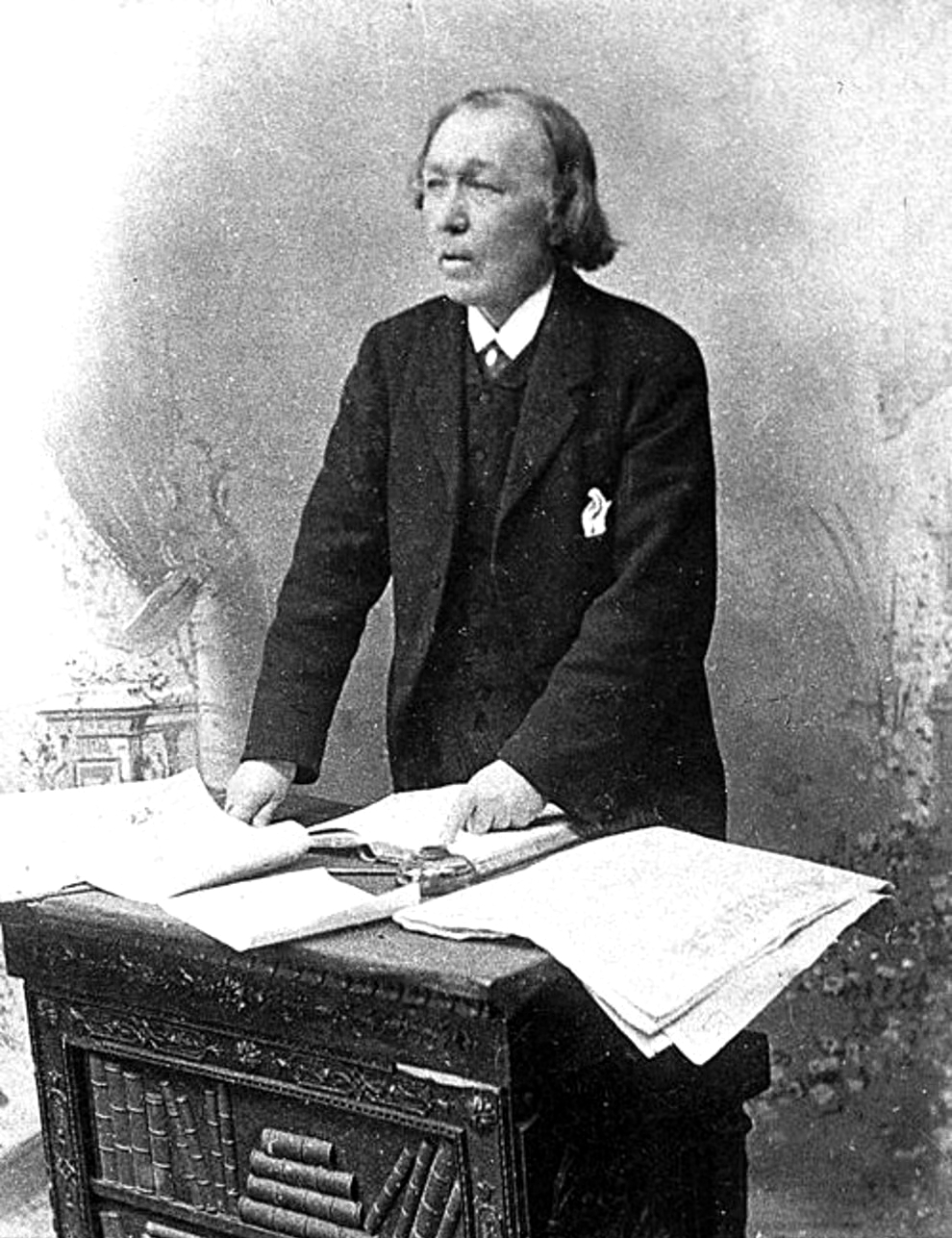
William McGonagall

William Topaz McGonagall (* März 1825 in Edinburgh; † 29. September 1902 ebenda) war ein schottischer Exzentriker und Dichter. Im englischsprachigen Raum gilt er als schlechtester Dichter aller Zeiten.
Trotz der geringen Anerkennung durch andere Dichter und Kritiker gab McGonagall seine schriftstellerischen Tätigkeiten nie wirklich auf und verfasste zwischen 1877 und 1902 etwa 200 Gedichte, darunter The Tay Bridge Disaster und The Famous Tay Whale, die weithin als einige der schlechtesten der englischen Literatur gelten. Zu Lebzeiten erlangte er für seine eigenwillige Dichtung und Beharrlichkeit in Schottland lokale Bekanntheit und zeitgenössische Beschreibungen seiner Auftritte deuten darauf hin, dass viele Zuhörer ihn als kuriose Music-Hall Figur zu schätzen wussten. Erst nach seinem Tod erlangte McGonagall einen gewissen Kultstatus und seine Gedichte wurden im Laufe der Zeit von verschiedenen Künstlern und Schriftstellern aufgegriffen und gelten heute als Symbol der unfreiwilligen Komik.

## Leben
Obwohl William McGonagall im Greyfriars Parish von Edinburgh geboren wurde und starb, war er zeitlebens mit der Stadt Dundee verbunden. Seine Eltern waren Iren.
McGonagall zog schon früh nach Dundee, um im Geschäft seines Vaters als Handweber zu arbeiten. Im Jahre 1846 heiratete er Jean King, die ihm fünf Söhne und zwei Töchter gebar. Obwohl die industrielle Revolution Handweber aus dem Geschäft verdrängte, schien McGonagalls Geschäft zu florieren, da man für komplizierte Webstücke immer noch fähige Handarbeiter benötigte.
Bevor McGonagall begann, Poesie zu schreiben, engagierte er sich als Theaterschauspieler. Im Mr Giles’ Theatre durfte er die Titelrolle von Macbeth spielen – wenn er denn dafür bezahlte. Die Aufführungen waren gut besucht durch seine Freunde und seine Arbeitsgesellen, die kein ernstes Stück, sondern eher ein amüsantes Desaster erwarteten. Tatsächlich glaubte McGonagall, dass der Kollege, der Macduff spielte, ihm die Schau stehlen würde – und so weigerte sich McGonagall, auf der Bühne zu sterben.
In den 1870er Jahren kämpften McGonagall und seine Familie um ihre Existenz. Arbeit als Weber zu finden wurde immer schwieriger, und seine älteste Tochter brachte die Familie in Verruf, weil sie ein uneheliches Kind gebar. Doch eines Tages veränderte sich McGonagall drastisch. Er schrieb:

„Das verblüffendste Ereignis meines Lebens war die Zeit, in der ich den Poeten in mir entdeckte – was im Jahr 1877 geschah.“

McGonagall beschrieb die Inspiration, Dichter zu werden, wie folgt: „es schien eine seltsame Art eines Gefühles über mich zu schleichen, und verweilte für etwa fünf Minuten. Eine Flamme, wie Lord Byron sagte, schien seinen ganzen Körper zu entzünden, zusammen mit dem tiefen Drang, Gedichte zu schreiben.“ Er schrieb sein erstes Gedicht mit dem Titel An Address to the Reverend George Gilfillan, das bereits die Markenzeichen seiner späteren Arbeit trug. Pastor Gilfillan, der selbst ein gering gebildeter Pastor von mittelmäßigem Ruf war, kommentierte mit Bewunderung: „Shakespeare hat nie so etwas geschrieben.“
McGonagall merkte bald, dass er einen Gönner benötigte, um als Dichter Erfolg zu haben. Er schrieb Königin Viktoria an und erhielt von einem Funktionär des Königshauses eine Absage, in der dieser sich für sein Interesse bedankte. Der hoffnungsvolle Dichter jedoch verstand dies als Wertschätzung. Auf einer Reise nach Dunfermline im Jahre 1879 wurde McGonagall vom Chief Templar belächelt – seine Gedichte seien sehr schlecht. McGonagall antwortete ihm jedoch, die Gedichte seien „so schlecht, dass Ihre Majestät sich dafür bedankte […]“.
Der Brief spendete McGonagall Vertrauen in seine Fähigkeiten als Poet, und er meinte, seine Reputation durch einen Gedichtsvortrag vor der Königin verbessern zu können. Im Juli 1878 wanderte er die 97 Kilometer lange Strecke von Dundee nach Balmoral, wo sich Königin Viktoria aufhielt – über bergiges Gelände, bei heftigen Gewittern, und wurde dabei nass bis auf die Knochen. Als er bei der königlichen Residenz anlangte, stellte er sich als der „Poet der Königin“ vor. Die Wachen jedoch antworteten ihm: „Sie sind nicht der Dichter der Königin! Tennyson ist der Dichter!“ McGonagall zeigte den Brief der Königin vor, aber musste trotzdem heimkehren. Unerschrocken kehrte er nach Hause zurück, um Einzelheiten seiner Reise den Zeitungen zu berichten, was ihm ein wenig zusätzliche Anerkennung einbrachte.
Zeitlebens erschien William McGonagall in Pubs und Bars, um erbauliche Gedichte und Reden gegen das übermäßige Trinken zu halten. Diese trugen derart zur Belustigung des Publikums bei, dass über ihn geschrieben wurde, er „sei so meisterlich schlecht, dass er unbewusst rückwärts in die Genialität stolpere“. Er bekam den Zorn der Gastwirte zu spüren, die ihn bei einer Gelegenheit mit Bohnen bewarfen, weil er die Gäste über die Boshaftigkeit des „starken Getränks“ belehren wollte.
1883 trug er mit dem Gedicht The Inauguration of University College Dundee zur Eröffnungsfeier dieser Universität bei. Das Gedicht begann mit den Worten:
Good people of Dundee, your voices raise,
And to Miss Baxter give great praise;
Rejoice and sing and dance with glee,
Because she has founded a college in Bonnie Dundee
McGonagall hatte stets mit finanziellen Problemen zu kämpfen und verdiente Geld durch den Verkauf seiner Gedichte auf den Straßen, oder durch Rezitale in Festhallen, Theatern und bei öffentlichen Anlässen. Auch wurde er durch die Spenden seiner Freunde unterstützt. In den Jahren 1880 und 1887 reiste er nach London beziehungsweise nach New York, kehrte aber beide Male ohne Erfolg nach Dundee zurück.
Danach erregte er öffentliches Aufsehen durch die Aufführung seiner Gedichte in einem örtlichen Zirkus. Er führte seine Werke auf, während das Publikum ihn mit Eiern, Mehl, Heringen, Kartoffeln und altbackenem Brot bewarf – Aufführungen, bei denen er jeweils fünfzehn Shilling pro Nacht verdiente. Er fühlte sich glücklich mit diesem Engagement, doch die Veranstaltungen wurden mit der Zeit so tumultuös, dass die Stadtherren von Dundee sie verboten. McGonagall wehrte sich mit dem Gedicht Lines in Protest to the Dundee Magistrates:
Fellow citizens of Bonnie Dundee
Are ye aware how the magistrates have treated me?
Nay, do not stare or make a fuss
When I tell ye they have boycotted me from appearing in Royal Circus,
Which in my opinion is a great shame,
And a dishonour to the city’s name […]
Dem Dichter war es vermutlich nie bewusst, wie die Öffentlichkeit tatsächlich über seine Gedichte dachte, auch wenn das Publikum ihn während der Aufführungen mit Eiern und Gemüse bewarf. Die Biografien halten es für möglich, dass er die Reaktionen des Publikums einkalkulierte und die Aufführungen ihren Erwartungen entsprechend gestaltete.
Im Jahr 1890 litt McGonagall unter schwerwiegenden finanziellen Engpässen. Seine Freunde finanzierten die Veröffentlichung seiner Werke unter dem Titel Poetic Gems („dichterische Juwelen“). Die Verkäufe dieses Titels erlaubte es ihm, sich für eine Zeit lang über Wasser zu halten. Einige Zeit später fühlte er sich beleidigt durch die Behandlung seiner Person in den Straßen Dundees und drohte in einem wutvollen Gedicht, die Stadt zu verlassen. Eine Zeitung scherzte, er werde wohl noch ein Jahr in der Stadt verbleiben, sobald er erkannte, „that Dundee rhymes with 1893“ („dass ‚Dundee‘ sich auf ‚eighteen-ninety-three‘ reimt“).
1892 widmete er der Havarie des deutschen Schnelldampfers Spree, der nach einem Bruch seiner Antriebswelle zwei Tage lang manövrierunfähig im Nordatlantik trieb das lange Gedicht The Foundering of the Steamer “Spree”.
Nach einem Abstecher als Prosa-Autor und Verfasser von Werbetexten mussten er und seine Frau Dundee verlassen und zogen 1894 nach Perth. Schon bald nach der Ankunft in Perth erhielt er einen Brief, der angeblich vom Hofe des burmesischen Königs Thibaw Min stammte. In dieser Nachricht wurde er darüber informiert, dass er zum Ritter „Topaz McGonagall, Großritter des Heiligen Ordens des Weißen Elefanten Burmah“ geschlagen wurde. Obwohl der Scherz offensichtlich war, nahm McGonagall fortan den Titel Sir William Topaz McGonagall, Ritter des Weißen Elefanten, Burmah in Anspruch.

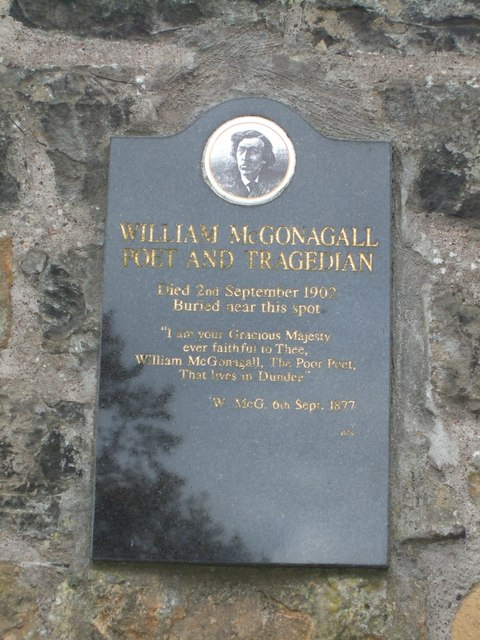
McGonagalls Grab in Edinburgh

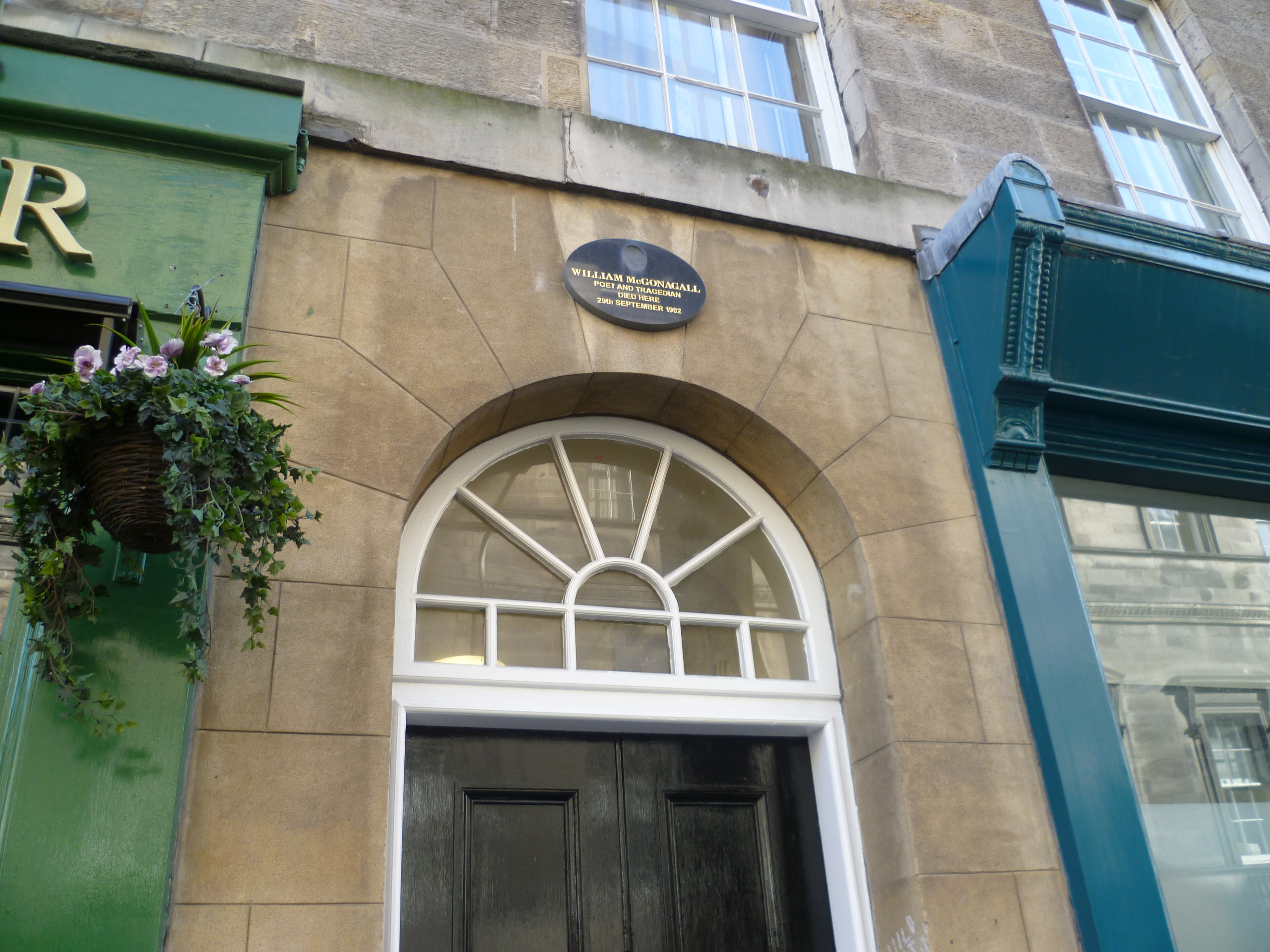
5 South College St.

1895 zogen er und seine Frau nach Edinburgh. Er konnte wieder einigen Erfolg genießen und wurde dort zu einer Kultfigur und einem gefragten Unterhalter. Aber es dauerte nicht lange, bis ins Jahr 1900, da verarmte er wieder, war zu gebrechlich, um in den Straßen seine Gedichte zu verkaufen, und war wieder auf Gaben seiner Freunde angewiesen.
Im Jahre 1902 verstarb McGonagall und wurde in einem anonymen Grab auf dem Greyfriars Kirkyard in Edinburgh begraben. Seit 1999 aber ziert eine Grabplatte seinen letzten Ruheplatz mit der Inschrift:
William McGonagall
Poet and Tragedian
Died 2nd September 1902
Buried near this spot
“I am your Gracious Majesty
ever faithful to Thee,
William McGonagall, The Poor Poet
That lives in Dundee.”
Übersetzung:
William McGonagall
Poet und „Tragedian“ (Anmerkung: mehrdeutig, kann im Deutschen u. a. sowohl „Tragödiendichter“ als auch „Darsteller tragischer Rollen“ bedeuten)
Gestorben 2. September 1902
Begraben nahe dieser Stelle
„Ich bin Eurer gnädigen Majestät
immer treu,
William McGonagall,
Der Arme Poet
der in Dundee lebt.“
Am Hause 5 South College Street in Edinburgh trägt eine Plakette sein Bildnis und eine ähnliche Inschrift, die ihn ebenfalls „Poet and Tragedian“ nennt.

## Werk

Der Dichter in Nationaltracht

McGonagalls wichtigstes Gedicht ist The Tay Bridge Disaster über das Zugunglück beim Einsturz der Firth-of-Tay-Brücke am 28. Dezember 1879, das bis heute als das größte Zugunglück der britischen Geschichte gilt. (Der Einsturz der Tay-Brücke wurde auch von Theodor Fontane unter dem Namen Die Brück’ am Tay verewigt.) Im Jahr 1999 ließ der Gemeinderat der Stadt Dundee diese Strophen in Stein schlagen und als Denkmal nahe der McGonagall Society errichten. Es beginnt mit folgenden Versen:
 Beautiful Railway Bridge of the Silv’ry Tay!
 Alas! I am very sorry to say
 That ninety lives have been taken away
 On the last Sabbath day of 1879,
 Which will be remember’d for a very long time.

## Trivia
Minerva McGonagall, eine Figur in den Harry-Potter-Romanen und ihren Verfilmungen, wurde nach William McGonagall benannt.
In Terry Pratchetts Scheibenwelt gibt es die Kleinen Freien Männer mit ihren Kampf-Barden, Gonnagle genannt, die schlechte Gedichte im Kampf einsetzen, um Feinde in die Flucht zu jagen.
Die Power-Metal-Band Gloryhammer widmete ihm das im Jahr 2013 erschienene Debütalbum Tales from the Kingdom of Fife. Der finale Song des Albums The Epic Rage of Furious Thunder enthält zahlreiche textliche Anspielungen auf McGonagalls Gedicht The Tay Bridge Disaster und endet im wörtlich zitierten Schlussvers des Gedichts „For the stronger we our houses do build The less chance we have of being killed“.
Das Leben von William McGonagall wurde 1974 in Großbritannien als groteske Komödie The Great McGonagall unter der Regie von Joseph McGrath mit Spike Milligan in der Titelrolle und Peter Sellers als Königin Victoria verfilmt.